# Wolfgang Sellert
Wolfgang Sellert (* 3. November 1935 in Berlin) ist ein deutscher Rechtshistoriker.

## Leben und Wirken
Dem Studium der Rechtswissenschaften an der Universität Frankfurt folgte 1961 die erste und 1965 die zweite rechtswissenschaftliche Staatsprüfung in Hessen. 1964 wurde er mit der Arbeit Über die Zuständigkeitsabgrenzung von Reichshofrat und Reichskammergericht promoviert. Die Habilitation in Frankfurt erfolgte 1970 mit der Arbeit Prozeßgrundsätze und Stilus Curiae am Reichshofrat im Vergleich mit den gesetzlichen Grundlagen des reichskammergerichtlichen Verfahrens. Sellert übernahm danach Lehrstuhlvertretungen an den Universitäten Freiburg 1976 und Gießen 1976/77. Im September 1977 wurde er als ordentlicher Professor für Deutsche Rechtsgeschichte, Bürgerliches- und Zivilprozessrecht an die Universität Göttingen berufen. Seit 1978 ist er Mitglied der Göttinger Rechtswissenschaftlichen Gesellschaft und seit 1984 ordentliches Mitglied der Göttinger Akademie der Wissenschaften.
Sellert war von 1984 bis 1985 Dekan der Juristischen Fakultät der Georgia Augusta, von 1990 bis 2002 Vorsitzender der Kommission der Göttinger Akademie der Wissenschaften über „Die Funktion des Gesetzes in Vergangenheit und Gegenwart“. 1995 wurde er Mitglied der Göttinger Akademiekommission zur „Erforschung der Kultur des Spätmittelalters“ und anderer Akademiekommissionen. Von 1996 bis 1999 war er Mitglied des Konzils der Universität Göttingen und von 1991 bis 2000 Geschäftsführendes Vorstandsmitglied des Göttinger Universitätsbundes e. V. sowie Vorstandsmitglied der Stiftung der Universität Göttingen. Von 2000 bis 2006 war er Vorsitzender des Göttinger Universitätsbundes e. V. und von 1995 bis 2000 Direktor des Deutsch-Chinesischen Instituts für Wirtschaftsrecht in Nanjing (China). 1999 arbeitete er als „Concurrent Professor“ an der Universität Nanjing. Seit 1995 knüpfte er intensive wissenschaftliche Kontakte zu Japan (2002 Fellowship der Japan Society for Promotion of Science in Tokio; 2004 Gastprofessur an der Dōshisha-Universität in Kyōto).
Sellerts wissenschaftlichen Schwerpunkte liegen auf den Gebieten der Prozessrechtsgeschichte, der Strafrechtsgeschichte und der Universitätsgeschichte. Er war Herausgeber bzw. Mitherausgeber verschiedener wissenschaftlicher Reihen und Einzelbände. Seit 2006 war er Leiter des von der Union der deutschen Akademien der Wissenschaften bewilligten und bei der Göttinger Akademie der Wissenschaften angesiedelten Langzeitprojekts „Erschließung der Akten des kaiserlichen Reichshofrats“.

## Auszeichnung
Für die Erschließung der Akten des Reichshofrats erhielt Wolfgang Sellert 2021 das Ehrenkreuz für Wissenschaft und Kunst I. Klasse der Republik Österreich.

## Schriften (Auswahl)
- Über die Zuständigkeitsabgrenzung von Reichshofrat und Reichskammergericht insbesondere in Strafsachen und Angelegenheiten der freiwilligen Gerichtsbarkeit (= Untersuchungen zur deutschen Staats- und Rechts-Geschichte. Neue Folge, Band 4). Scientia, Aalen 1965 (Digitalisat; zugleich: Frankfurt (Main), Universität, Dissertation, 1964).
- Prozeßgrundsätze und Stilus Curiae am Reichshofrat. Im Vergleich mit den gesetzlichen Grundlagen des reichskammergerichtlichen Verfahrens (= Untersuchungen zur deutschen Staats- und Rechts-Geschichte. Neue Folge, Band 18). Scientia, Aalen 1973, ISBN 3-511-02838-8 (Zugleich: Frankfurt (Main), Universität, Habilitations-Schrift, 1970).
- Studien- und Quellenbuch zur Geschichte der deutschen Strafrechtspflege. Band 1: Von den Anfängen bis zur Aufklärung. Scientia, Aalen 1989, ISBN 3-511-07271-9.
- Die Ordnungen des Reichshofrates. 1550–1766. 1. Halbband: Bis 1626 (= Quellen und Forschungen zur höchsten Gerichtsbarkeit im Alten Reich. Band 8/I), Böhlau, Köln u. a. 1980, ISBN 3-412-04180-7; 2. Halbband: Bis 1766 (= Quellen und Forschungen zur höchsten Gerichtsbarkeit im alten Reich. Band 8/II), Böhlau, Köln u. a. 1990, ISBN 3-412-10088-9.
- Ludwig Windthorst als Jurist. „Der Weg des Rechts ist der einzige Weg, der zum Ziele führt“. Wallstein, Göttingen 1991, ISBN 3-89244-024-7.
- Recht und Gerechtigkeit in der Kunst. Wallstein, Göttingen 1993, ISBN 3-89244-030-1.
- Die Geschichte des Göttinger Universitätsbundes. Zum 100-jährigen Jubiläum. Vandenhoeck & Ruprecht, Göttingen 2018, ISBN 978-3-525-31051-9.